# Jeff Halpern
Jeffrey Craig Halpern, detto Jeff (Potomac, 3 maggio 1976), è un ex hockeista su ghiaccio statunitense.

## Carriera
In NHL ha indossato le maglie di Washington Capitals (1999-2004, 2005/06), Dallas Stars (2006-2008), Tampa Bay Lightning (2007-2010), Los Angeles Kings (2009/10), Montreal Canadiens (2010-2012, 2012/13), New York Rangers (2012/13) e Phoenix Coyotes (2013/14).
Nel corso della sua carriera ha anche giocato in AHL con Portland Pirates (1998/99), in NLB con HC Ajoie (2004/05) e in NLA con Kloten Flyers (2004/05).
Con la nazionale statunitense ha preso parte a cinque edizioni dei campionati mondiali (2000, 2001, 2004, 2005 e 2008), conquistando la medaglia di bronzo in quella del 2004.

## Palmarès

### Mondiali
- 1 medaglia:
  - 1 bronzo (Repubblica Ceca 2004)